# Dub
Dub é um gênero de música eletrônica que surgiu do reggae no final da década de 1960 e no início da década de 1970 e é comumente considerado um subgênero, embora tenha se desenvolvido para se estender além do escopo do reggae. O estilo consiste predominantemente em remixes parcialmente ou completamente instrumentais das gravações existentes e é conseguido através da manipulação e remodelação significativa das gravações, geralmente através da remoção de alguns ou de todos os vocais, com ênfase na seção de ritmo (faixa despojada), faixa de baixo e baixo de bateria, às vezes chamado de riddim. É comum a aplicação de efeitos de estúdio, como eco e reverb e a dobragem ocasional de trechos vocais ou instrumentais da versão original ou de outras obras.

## Caracterização
O dub é caracterizado por ser uma versão de músicas existentes, tipicamente enfatizada pelas batidas da bateria e as linhas arrojadas de baixo. As trilhas instrumentais são saturadas de efeitos processados (delay e reverb) aplicados a pedaços da letra e em algumas peças da percussão, enquanto os outros instrumentos passeiam entrando e saindo da mixagem, e algumas vezes do tempo da música. Uma outra característica do dub é o baixo encorpado com tons bem graves. A música incorpora, além de efeitos processados, outros ruídos como cantar de pássaros, trovões e relâmpagos, fluxo de água, e algumas inserções de vocais externos; pode ser mixada ao vivo por DJs, aumentando o grau de detalhes sonoros.

### Versões instrumentais
Essas versões são geralmente instrumentais, algumas vezes incluindo trechos de vocais da versão original e ou com intrumentos adicionais como bongos, melodica e seção de metais. Freqüentemente essas faixas são usadas por toasters (espécie de oradores) em rimas expressivas e de grande impacto com letras aliteradas, muitas vezes improvisadas na hora. U-roy sendo um dos Toasters/Dj's pioneiro do estilo. Como oposto da terminologia hip-hop, no dub quem comanda o microfone é chamado de DJ e ou Toaster (também chamado de MC – Microfone Commander ou Master of Ceremony), enquanto quem seleciona as músicas e opera os toca-discos é o selecta.

### Economia
A maior razão da produção de várias versões é a economia: um produtor pode usar uma gravação própria para produzir inúmeras versões dentro de uma única sessão de estúdio. Essas versões são também uma oportunidade para exercitar o lado criativo do produtor e do engenheiro de som. Normalmente essas versões eram lançadas no lado B dos singles, enquanto o lado A era exclusivo para o lançamento de hits.

## Principais artistas
O produtor King Tubby é considerado o pioneiro do dub. Lee "Scratch" Perry e Mad Professor são outros nomes conhecidos.
Lista
- 10 Ft. Ganja Plant
- Aba Shanti I
- Abassi All Stars
- Alpha & Omega
- Augustus Pablo
- Buguinha Dub
- Bunny Lee
- Bush Chemists
- Centry
- Digitaldubs
- Dubalizer
- Dub Is A Weapon
- Dub Terror
- Dub Trio
- Dreadzone
- Dry & Heavy
- Dubmatix
- Easy Star All-Stars
- Fat Freddy's Drop
- High Tone
- Kanka
- Keith Hudson
- King Earthquake
- King Tubby
- Jah Shaka
- Joe Gibbs
- Lee "Scratch" Perry
- Linton Kwesi Johnson
- Mad Professor
- Mikey Dread
- Panda Dub
- Prince Fatty
- Prince Far I
- Prince Jammy
- Pachyman
- The Aggrovators
- Salmonella Dub
- Scientist
- Sly and Robbie
- Sonoro Dub
- The Upsetters
- The Revolutionaries
- Vibronics
- Vitor Rice
- Yabby You
- Zion Train
- Yellow P
- Wackies

## Dub no Brasil
As primeiras canções em ritmo dub feitas no Brasil foram lançadas pela banda Paralamas do Sucesso, no disco Selvagem?, em 1986. Eram as músicas "Teerã Dub" (versão dub de "Teerã") e "Marujo Dub" (versão dub de "Melô Do Marinheiro").
Na década de 1990 mais bandas visitaram o estilo.
Em 1994, a banda carioca O Rappa lançou seu álbum de estreia, que trazia canções dub. O estilo da banda traz bastante influência do dub, principalmente nos shows, onde fazem ao vivo versões dub de suas canções.
Outra banda bastante influenciada pelo dub foi Chico Science & Nação Zumbi. Embora possa ser difícil identificar quais canções da banda trazem influência de dub, ela é bastante evidente em faixas como "Côco Dub (Afrociberdelia)" e "Dubismo".
Em 1999, a banda Cidade Negra lançou o álbum Dubs, talvez o primeiro álbum lançado no Brasil só com músicas em ritmo dub. O disco vinha acompanhado da compilação chamada Hits, que trazia relançamentos das canções de maior sucesso dos discos anteriores. Nos discos posteriores da banda, várias canções passaram a ter bastante influência do dub.
Outras bandas que lançaram músicas em ritmo dub no Brasil foram Djambi, Echo Sound System, Canamaré, BaianaSystem, Skank, Reggae B, Iriê (com versões dub remixadas por Ricardo Vidal - técnico de som do Rappa - e Nelson Meirelles - integrante do Digitaldubs e quem produziu os dois primeiros discos do Cidade Negra). Também as bandas gaúchas Profetas d'Zion, Diretoria, Produto Nacional e Ultramen (com as canções "Estrada Perdida Dub" e "Máquina Do Tempo Dub"), Face da Morte.
No Rio de Janeiro, o primeiro sound system especializado em dub foi o Digitaldubs, criado em 2001 por Marcus MPC, Nelson Meirelles e Cristiano Talkmaster. Na Bahia, o dub é representado pelo grupo MinistereoPublico. Em São Paulo o dub é representado pelo baixista e produtor Edu SattaJah, com 4 discos de dub lançados - Edu SattaJah (2001), 7 (2004), A Fantástica Fábrica de Dub (2006) e Edu SattaJah meets Style Scott - Brazil Dubbi'n With Style (2015) e  pelas equipes de som, os chamados "Sound System". A equipe pioneira na Capital Paulista é o DubVersão Sistema de Som, seguido pelas equipes Jurassic Sounds, Quilombo Hifi, Africa Mãe do Leão, ReggaeMatic Sounds, JZ Sounds, Garagem SS, Leggo Violence Posse, Prince Hi Fi Sound System,Kas Dub, Zion Gate, High Public, U-Dub 420 Sound, Critical Vibes, Cultive Dub, AR13-Posse, Jahba Inna Fya, Babylon By Sound,Fishermans Posse, New World Square(NWS),  e Equipe Terremoto (não necessariamente nesta ordem) e Marina Peralta e Rockers sound system, quem vem difundindo a cultura dub/soundsystem no Mato Grosso do Sul.

## Dub em Portugal
Em Portugal, o dub apareceu discretamente, tomando apenas nos últimos anos um lugar de larga escala no cenário musical português, em grande parte graças ao hipe que se gerou no grande público em torno do regga.
Contudo muitas bandas já incorporavam elementos dub nas suas músicas. Bandas como Blasted Mechanism, Primitive Reason, Kussondulola há mais de uma década que se afirmam inspirarem-se no dub para a criação das suas músicas.
Actualmente, esta vertente musical é seguida por bandas como Three and Quarter, Green Echo, Bandulu Dub e Rising Echo. Em soundsystem, destaca-se Riddim Culture Sound.